# Мария Бурбон-Суассонская
Мари́я Бурбо́н-Суассо́нская (фр. Marie de Bourbon-Soissons, итал. Maria di Borbone-Soissons; 3 мая 1606 или 3 марта 1606, Париж — 3 июня 1692, Париж) — принцесса крови из дома Бурбонов, дочь Карла, графа Суассона и Дрё, графиня Суассона и Дрё в своём праве; в замужестве — принцесса Кариньяно.

## Биография

### Происхождение
Мария Бурбон-Суассонская родилась в Париже в Суассонском дворце 3 мая 1606 года. Она была второй дочерью и младшим ребенком в семье Карла, графа Суассона и Дрё и его супруги Анны де Монтафье. С самого рождения носила титул принцессы крови. По отцовской линии она приходилась внучкой Людовику I, принцу Конде и Франсуазе Орлеанской. По материнской линии была внучкой графа Луи де Монтафье и Жанны де Коэм. Мария была младшей сестрой Луизы, в замужестве герцогини де Лонгвиль. Обе принцессы были воспитаны в аббатстве Фонтевро в Анжу, где настоятельницей была их двоюродная тётка Элеонора Бурбон-Вандомская.

### Брак и потомство
14 апреля 1625 года Мария сочеталась браком с савойским принцем Томасом Франциском (21.12.1596 — 22.1.1656), 1-м принцем Кариньяно. В их семье  родились семеро детей, из которых до совершеннолетия дожили только четверо:
- Кристина Шарлотта (27.4.1626 — 22.10.1626), принцесса Савойская и Кариньянская, умерла вскоре после рождения;
- Луиза Кристина (1.8.1627 — 7.7.1689), принцесса Савойская и Кариньянская, в Париже 21 июня 1654 года сочеталась браком с Фердинандом Максимилианом (23.9.1625 — 7.10.1669), наследным принцем Баден-Бадена;
- Эммануил Филиберт (20.8.1628 — 21.4.1709), принц Савойский, 2-й принц Кариньяно, маркграф Раккониджи и Буски с Каваллермаджоре, Виллафранки, Вигоне, Бардже, Казелле, Роккавьоне, Певераньо и Бове с 1656 года, в Ракониджи 7 (10 или 11) ноября 1684 года сочетался браком с Марией Анджелой Екатериной д’Эсте (1.3.1656 — 16.7.1722);
- Амадей (род. и ум. 1629), принц Савойский и Кариньянский, умер вскоре после рождения;
- Иосиф Эммануил (24.6.1631 — 5.1.1656), принц Савойский и Кариньянский, граф Суассона и Дрё;
- Фердинанд (род. и ум. 8.7.1637), принц Савойский и Кариньянский, умер вскоре после рождения;
- Евгений Мауриций (3.5.1635 — 7.6.1673), принц Савойский и Кариньянский, граф Суассона и Дрё с 1656 года, в Париже 21 февраля 1657 года сочетался браком с Олимпией Манчини (1639 — 9.10.1708).

Супруг Марии, как сын суверенного монарха, при дворе в Париже носил титул первого иностранного принца. Гувернёром у детей принца и принцессы Кариньяно был Клод Фавр де Вожла.

### Принцесса и графиня
После смерти старшего брата Луи, графа Суассона и Дрё, 6 июля 1641 года Мария унаследовала его феоды, которые, в свою очередь, от неё унаследовал младший сын Евгений Мауриций. Принцесса овдовела 6 января 1656 года. Всю свою жизнь она прожила в Суассонском дворце в Париже. Мария Бурбон-Суассонская умерла 3 июня 1692 года.